# Светица (приток Городишны)
Светица (в верховье Малая Светица) — река в России, протекает по Нюксенскому району Вологодской области. Устье реки находится в 31 км от устья Городишны по правому берегу. Длина реки составляет 41 км. В 18 км от устья принимает по правому берегу реку Пяртус.

## Течение
Исток Светицы находится в северной части болота Светицкое в 18 км к юго-востоку от села Городищна. Течёт по заболоченным лесам сначала на север, в районе устья Пяртуса поворачивает на запад. Около деревни Жар соединена с Городишной протокой, а основное русло поворачивает на север и течёт ещё 4 км до устья параллельно Городишне.
В верховьях не населена, в среднем течении на правом берегу реки находятся две жилые деревни — Дор и Заглубоцкая (Городищенское сельское поселение). В нижнем течении в окрестностях Городишны на реке ещё ряд деревень — Левково, Задний Двор, Космаревская Кулига, Матвеевская, Жар и Шульгино. Светица впадает в Городишну около деревни Быково в 4 км к северу от села Городищна. Крупнейшие притоки — Чёрная и Пяртус (оба правые).

## Данные водного реестра
По данным государственного водного реестра России относится к Двинско-Печорскому бассейновому округу, водохозяйственный участок реки — Северная Двина от начала реки до впадения реки Вычегда, без рек Юг и Сухона (от истока до Кубенского гидроузла), речной подбассейн реки — Сухона. Речной бассейн реки — Северная Двина.
Код объекта в государственном водном реестре — 03020100312103000009289.